# Mistrovství Jižní Ameriky ve fotbale 1963
Mistrovství Jižní Ameriky ve fotbale 1963 bylo 28. mistrovství pořádané fotbalovou asociací CONMEBOL. Vítězem se poprvé v historii stala Bolivijská fotbalová reprezentace.

## Tabulka
| Tým       | B  | Z | V | R | P | VG | IG | +/- |
| --------- | -- | - | - | - | - | -- | -- | --- |
| Bolívie   | 11 | 6 | 5 | 1 | 0 | 19 | 13 | +6  |
| Paraguay  | 9  | 6 | 4 | 1 | 1 | 13 | 7  | +6  |
| Argentina | 7  | 6 | 3 | 1 | 2 | 15 | 10 | +5  |
| Brazílie  | 5  | 6 | 2 | 1 | 3 | 12 | 13 | -1  |
| Peru      | 5  | 6 | 2 | 1 | 3 | 8  | 11 | -3  |
| Ekvádor   | 4  | 6 | 1 | 2 | 3 | 14 | 18 | -4  |
| Kolumbie  | 1  | 6 | 0 | 1 | 5 | 10 | 19 | -9  |

- Týmy  Chile,  Uruguay a  Venezuela se vzdaly účasti.

## Zápasy
| 10. března 1963                                |     |                                                 |                                                                       |
| Bolívie                                        | 4:4 | Ekvádor                                         | Hernando Siles, La Paz diváci: 15 000 rozhodčí: Arturo Yamasaki (PER) |
| López 16' Castillo 27' Alcóser 55' Camacho 80' |     | Raffo 30' Raymondi 44' Bolaños 47' Raymondi 50' | Hernando Siles, La Paz diváci: 15 000 rozhodčí: Arturo Yamasaki (PER) |

| 10. března 1963                                  |     |                        |                                                                            |
| Argentina                                        | 4:2 | Kolumbie               | Félix Capriles, Cochabamba diváci: 18 000 rozhodčí: João Etzel Filho (BRA) |
| Zárate 3' Fernández 11' Rodríguez 87' Zárate 90' |     | Campillo 4' Aceros 37' | Félix Capriles, Cochabamba diváci: 18 000 rozhodčí: João Etzel Filho (BRA) |

| 10. března 1963 |     |      |                                                                              |
| Brazílie        | 1:0 | Peru | Félix Capriles, Cochabamba diváci: 18 000 rozhodčí: José Dimas Larrosa (PAR) |
| Flávio 16'      |     |      | Félix Capriles, Cochabamba diváci: 18 000 rozhodčí: José Dimas Larrosa (PAR) |

| 13. března 1963          |     |            |                                                                              |
| Peru                     | 2:1 | Argentina  | Félix Capriles, Cochabamba diváci: 10 000 rozhodčí: José Dimas Larrosa (PAR) |
| Tenemás 62' Gallardo 76' |     | Zárate 57' | Félix Capriles, Cochabamba diváci: 10 000 rozhodčí: José Dimas Larrosa (PAR) |

| 14. března 1963                     |     |           |                                                                   |
| Paraguay                            | 3:1 | Ekvádor   | Hernando Siles, La Paz diváci: 15 000 rozhodčí: Luis Ventre (ARG) |
| Zárate 11' Cabrera 57' Quiñónez 82' |     | Raffo 32' | Hernando Siles, La Paz diváci: 15 000 rozhodčí: Luis Ventre (ARG) |

| 14. března 1963                                                 |     |           |                                                                      |
| Brazílie                                                        | 5:1 | Kolumbie  | Hernando Siles, La Paz diváci: 15 000 rozhodčí: Tomás Antruejo (BOL) |
| Flávio 7' Marco Antônio 31' Oswaldo 56' Flávio 82' Fernando 83' |     | Gamboa 85 | Hernando Siles, La Paz diváci: 15 000 rozhodčí: Tomás Antruejo (BOL) |

| 17. března 1963         |     |           |                                                                           |
| Bolívie                 | 2:1 | Kolumbie  | Félix Capriles, Cochabamba diváci: 18 000 rozhodčí: Arturo Yamasaki (PER) |
| Alcócer 22' Alcócer 40' |     | Botero 4' | Félix Capriles, Cochabamba diváci: 18 000 rozhodčí: Arturo Yamasaki (PER) |

| 17. března 1963       |     |           |                                                                    |
| Peru                  | 2:1 | Ekvádor   | Hernando Siles, La Paz diváci: 8 000 rozhodčí: Ovidio Orrego (COL) |
| León 34' Mosquera 43' |     | Raffo 20' | Hernando Siles, La Paz diváci: 8 000 rozhodčí: Ovidio Orrego (COL) |

| 17. března 1963      |     |          |                                                                     |
| Paraguay             | 2:0 | Brazílie | Hernando Siles, La Paz diváci: 8 000 rozhodčí: Tomás Antruejo (BOL) |
| Zárate 17' Ayala 83' |     |          | Hernando Siles, La Paz diváci: 8 000 rozhodčí: Tomás Antruejo (BOL) |

| 20. března 1963                    |     |                         |                                                                       |
| Paraguay                           | 3:2 | Kolumbie                | Félix Capriles, Cochabamba diváci: 10 000 rozhodčí: Luis Ventre (ARG) |
| Cabrera 14' Cabrera 22' Valdez 77' |     | Campillo 27' Gamboa 82' | Félix Capriles, Cochabamba diváci: 10 000 rozhodčí: Luis Ventre (ARG) |

| 20. března 1963                             |     |                         |                                                                           |
| Argentina                                   | 4:2 | Ekvádor                 | Félix Capriles, Cochabamba diváci: 20 000 rozhodčí: Arturo Yamasaki (PER) |
| Savoy 34' Savoy 53' Rodríguez 58' Savoy 90' |     | Pineda 32' Palacios 49' | Félix Capriles, Cochabamba diváci: 20 000 rozhodčí: Arturo Yamasaki (PER) |

| 21. března 1963                    |     |                       |                                                                        |
| Bolívie                            | 3:2 | Peru                  | Hernando Siles, La Paz diváci: 20 000 rozhodčí: João Etzel Filho (BRA) |
| Camacho 14' Alcócer 49' García 57' |     | Gallardo 40' León 80' | Hernando Siles, La Paz diváci: 20 000 rozhodčí: João Etzel Filho (BRA) |

| 24. března 1963 |     |              |                                                                   |
| Peru            | 1:1 | Kolumbie     | Hernando Siles, La Paz diváci: 10 000 rozhodčí: Luis Ventre (ARG) |
| Gallardo 25'    |     | González 33' | Hernando Siles, La Paz diváci: 10 000 rozhodčí: Luis Ventre (ARG) |

| 24. března 1963                   |     |          |                                                                       |
| Argentina                         | 3:0 | Brazílie | Hernando Siles, La Paz diváci: 30 000 rozhodčí: Arturo Yamasaki (PER) |
| Rodríguez 3' Savoy 33' Juárez 86' |     |          | Hernando Siles, La Paz diváci: 30 000 rozhodčí: Arturo Yamasaki (PER) |

| 24. března 1963         |     |          |                                                                              |
| Bolívie                 | 2:0 | Paraguay | Félix Capriles, Cochabamba diváci: 18 000 rozhodčí: José Dimas Larrosa (PAR) |
| Castillo 17' García 88' |     |          | Félix Capriles, Cochabamba diváci: 18 000 rozhodčí: José Dimas Larrosa (PAR) |

| 27. března 1963        |     |                    |                                                                              |
| Brazílie               | 2:2 | Ekvádor            | Félix Capriles, Cochabamba diváci: 20 000 rozhodčí: José Dimas Larrosa (PAR) |
| Oswaldo 5' Oswaldo 60' |     | Azón 84' Raffo 90' | Félix Capriles, Cochabamba diváci: 20 000 rozhodčí: José Dimas Larrosa (PAR) |

| 27. března 1963                                 |     |              |                                                                       |
| Paraguay                                        | 4:1 | Peru         | Félix Capriles, Cochabamba diváci: 20 000 rozhodčí: Luis Ventre (ARG) |
| Martínez 5' Martínez 25' Cabrera 45' Zárate 77' |     | Gallardo 70' | Félix Capriles, Cochabamba diváci: 20 000 rozhodčí: Luis Ventre (ARG) |

| 28. března 1963                      |     |                             |                                                                       |
| Bolívie                              | 3:2 | Argentina                   | Hernando Siles, La Paz diváci: 20 000 rozhodčí: Arturo Yamasaki (PER) |
| Castillo 12' Blacutt 32' Camacho 88' |     | Rodríguez 27' Rodríguez 34' | Hernando Siles, La Paz diváci: 20 000 rozhodčí: Arturo Yamasaki (PER) |

| 31. března 1963                                        |     |                                    |                                                                          |
| Ekvádor                                                | 4:3 | Kolumbie                           | Hernando Siles, La Paz diváci: 15 000 rozhodčí: José Dimas Larrosa (PAR) |
| Raymondi Contreras 30' Raffo 37' Bolaños 53' Raffo 88' |     | Aceros 46' Botero 68' González 75' | Hernando Siles, La Paz diváci: 15 000 rozhodčí: José Dimas Larrosa (PAR) |

| 31. března 1963 |     |             |                                                                       |
| Argentina       | 1:1 | Paraguay    | Hernando Siles, La Paz diváci: 15 000 rozhodčí: Arturo Yamasaki (PER) |
| Lallana 58'     |     | Cabrera 33' | Hernando Siles, La Paz diváci: 15 000 rozhodčí: Arturo Yamasaki (PER) |

| 31. března 1963                                          |     |                                                   |                                                                         |
| Bolívie                                                  | 5:4 | Brazílie                                          | Félix Capriles, Cochabamba diváci: 25 000 rozhodčí: Ovidio Orrego (COL) |
| Ugarte 15' Camacho 25' Ugarte 58' García 62' Alcócer 86' |     | Marco Antônio 26' Almir 28' Flávio 63' Flávio 66' | Félix Capriles, Cochabamba diváci: 25 000 rozhodčí: Ovidio Orrego (COL) |